# Baripada
Baripada est une ville indienne située dans le district de Mayurbhanj dans l'État de l'Odisha. En 2011, sa population était de 110 058 habitants.

## Personnalités
- Indulata Sukla (1944-2022), mathématicienne, est née à Baripada.

## Source de la traduction
- (en) Cet article est partiellement ou en totalité issu de l’article de Wikipédia en anglais intitulé « Baripada » (voir la liste des auteurs).